# Mestrino
Mestrino é uma comuna italiana da região do Vêneto, província de Pádua, com cerca de 8.438 habitantes. Estende-se por uma área de 19 km², tendo uma densidade populacional de 444 hab/km². Faz fronteira com Campodoro, Grisignano di Zocco (VI), Rubano, Saccolongo, Veggiano, Villafranca Padovana.

## Demografia
| Variação demográfica do município entre 1861 e 2011                               |
|                                                                                   |
| Fonte: Istituto Nazionale di Statistica (ISTAT) - Elaboração gráfica da Wikipedia |